# Osdorp (arrondissement)

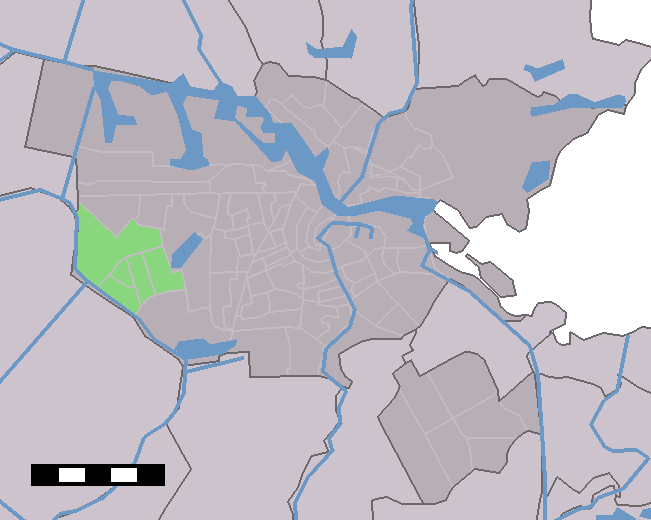
Localisation de l'ancien arrondissement de Osdorp à Amsterdam.

Osdorp est l'un des quinze anciens arrondissements (Stadsdeel) de la ville d'Amsterdam, aux Pays-Bas. En 2010, il a été consolidé avec les anciens arrondissements de Geuzenveld-Slotermeer et Slotervaart pour former le nouvel arrondissement de Amsterdam Nieuw-West. Situé à l'extrême ouest de la ville, l'arrondissement était lui-même composé de plusieurs quartiers : le quartier d'Osdorp, le nouveau quartier De Aker et l'ancien village de Sloten.

## Histoire

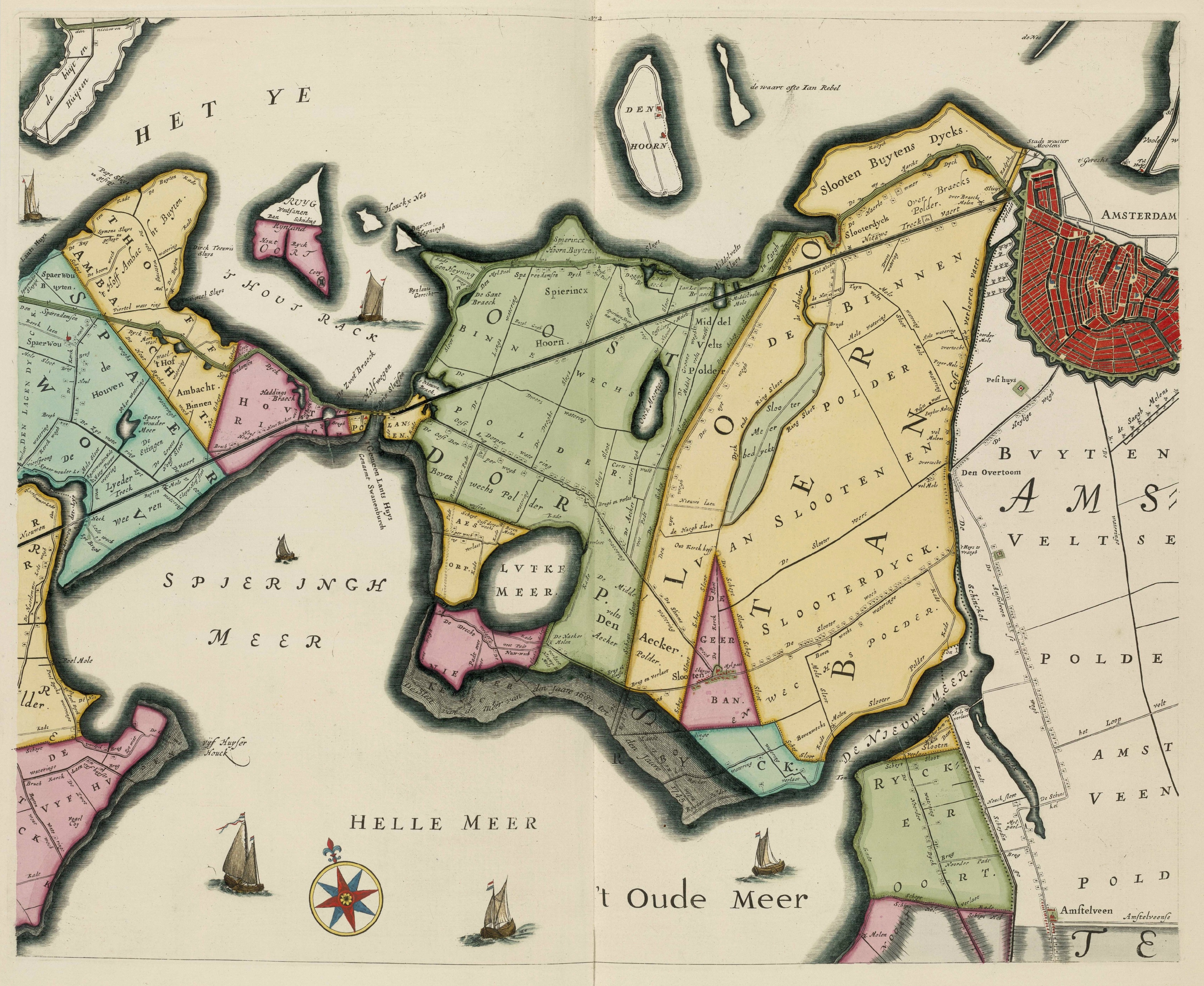
"Oostdorp", qui a donné son nom à l'actuel quartier de Osdorp correspond à la partie centrale (colorée en vert) de cette carte de 1746.

En dépit du fait que le blason du quartier représente un bœuf (« os » en néerlandais), les historiens considèrent que le nom du quartier a une origine différente, et ne signifie donc pas « Village au bœuf » comme une traduction littérale pourrait le laisser penser. Le nom provient ainsi de la contraction de « Oostdorp » (littéralement « Village de l'est »), car à l'époque de la fondation du village originel, c'était la grande ville de Haarlem, située à l'ouest qui servait de référence pour se repérer, alors que les frontières de la petite ville d'Amsterdam étaient moins éloignées.
Les premières mentions du quartier d'Osdorp remontent aux années 1100. En 1529, le village fut vendu par le seigneur de la maison Brederode à Amsterdam. Cependant, d'un point de vue administratif, le village resta une commune. En 1816, le village fut rattaché à la municipalité de Sloten, qui puis fut annexé par la municipalité d'Amsterdam en 1921. En 1644, Osdorp était situé à proximité du polder du lac de Sloterdijk (Sloterdijkermeerpolder). Entre 1948 et 1956, le polder fut inondé afin de faire réapparaître un plan d'eau (aujourd'hui baptisé Sloterplas) afin de récupérer du sable pour la construction des quartiers ouest de la ville. Jusque dans les années 1950, le quartier était donc habitable. Par opposition au nouveau quartier de Osdorp, le quartier originel situé sur Osdorperweg  prit le nom de Oud Osdorp (littéralement « Vieil Osdorp »).
Le 1er décembre 1981, Osdorp devint l'un des deux premiers arrondissements autonomes de la ville d'Amsterdam, en même temps qu'Amsterdam-Noord. Dans les années 1990, le nouveau quartier De Aker a été construit situé dans le Middelveldsche Akerpolder, dans l'ouest de l'arrondissement.
Depuis 2001, l'ancien arrondissement fait l'objet de travaux importants dans le cadre d'un plan de renouvellement urbain baptisé Richting Parkstad 2015 (littéralement « Objectif Parkstad 2015 »). Dans le cadre de ce projet, plusieurs milliers d'habitations ont été ou vont être détruites pour laisser place à des bâtiments neufs.
En mars 2007, "Amsterdam Nieuw-West" (pas identique avec l'arrondissement formée en 2010), y compris le quartier Osdorp (pas l'entier arrondissement d'Osdorp), a été placé sur une liste de quarante quartiers problématiques au niveau national (De 40 wijken van Vogelaar), pour lesquels l'État s'engage à débloquer plus de fonds et à accorder plus d'attention.